# Daft (album d'Art of Noise)
Pour les articles homonymes, voir Daft.
Albums de Art of Noise
Who's Afraid of the Art of Noise?
(1984) In Visible Silence
(1986)
Daft est la première compilation du groupe de musique britannique the Art of Noise. Elle regroupe  la plupart des titres du mini-album Into Battle with the Art of Noise (à l'exception de Battle, Beat Box, remplacé par le remix Diversion 1 et Moment in Love) et tous ceux présents sur le premier album Who's Afraid of the Art of Noise? (Moments in Love, qui était sur les deux, n'est bien sûr repris ici qu'une fois). Les morceaux disposés en ouverture et en conclusion de l'album (Love et (Three Fingers of) Love) ne proviennent d'aucun des précédents albums mais du maxi 45 tours de Moments in Love.

## Liste des morceaux
1. Love - 7:05
2. A Time for Fear (Who's Afraid) - 4:46 (2)
3. Beat Box (Diversion 1) - 8:32 (2)
4. The Army Now	- 2:05 (1)
5. Donna	- 1:45 (1)
6. Memento	- 2:13 (2)
7. How to Kill	- 2:42 (2)
8. Realisation	- 1:45 (2)
9. Who's Afraid (of The Art of Noise)	- 4:22
10. Moments in Love	- 10:19 (1)/(2)
11. Bright Noise	- 0:06 (1)
12. Flesh in Armour	- 1:24 (1)
13. Comes and Goes	- 1:18 (1)
14. Snapshot	- 2:35 (2)
15. Close (to the Edit)	- 5:39 (2)
16. (Three Fingers of) Love	- 4:44

(1) extraits de Into Battle…

(2) extraits de Who's Afraid…